# Петар Петров
Петар Петров  (болг. Петър Петров, 17 лютого 1955) — болгарський легкоатлет, олімпійський медаліст.

## Виступи на Олімпіадах
| Олімпіада     | Дисципліна              | Місце     |
| ------------- | ----------------------- | --------- |
| Монреаль 1976 | біг на 100 метрів       | 8         |
| Москва 1980   | біг на 100 метрів       | 3         |
| Москва 1980   | біг на 200 метрів       | 8 h1 r2/4 |
| Москва 1980   | естафета 4 x 100 метрів | 6         |